# Родригес, Дженнифер
Дженнифер Родригес (англ. Jennifer Rodriguez; род. 8 июня 1976 года) — американская конькобежка кубинского происхождения, двукратный бронзовый призёр Олимпийских игр (2002), чемпионка мира в спринтерском многоборье, 5-кратная призёр чемпионата мира.

## Биография
Дженнифер родилась в интернациональной семье на юге Майами в Кендалле, округа Майами-Дейд. Её отец Эмилио, родился на Кубе; её мать Барбара из Буффало. Она начала кататься на роликовых коньках в 4 года, во время вечеринки по случаю дня рождения подруги, проходившей на роликовом катке. Начинала спортивную карьеру как фигуристка на роликах, где завоевывала медали чемпионатов мира. Позднее перешла в роликобежный спорт, где стала чемпионкой мира в 1993 году в возрасте 17 лет.. 
В 1996 году перешла в конькобежный спорт и переехала в Милуоки, где тренировалась в Национальном ледовом центре Петтит. В 1997 году она дебютировала на Кубке мира. В конце декабря 1997 и в начале января 1998 года прошла квалификацию на олимпиаду на 4-х дистанциях. В феврале на зимних Олимпийских играх в Нагано  участвовала на дистанциях 1000, 1500, 3000 и 5000 м и заняла соответственно 13-е, 8-е, 4-е и 10-е места и стала первой испаноязычной спортсменкой, которая приняла участие в зимних Олимпийских играх. В марте участвовала на  чемпионате мира в классическом многоборье в Херенвене, где заняла 5-е место, и на чемпионате мира на отдельных дистанциях в Калгари, где стала 6-й на дистанции 1500 м и 5-й на 3000 м.
В 1999 стала 13-й на спринтерском чемпионате мира в Калгари и 9-й на классическом чемпионате мира в Хамаре. В 2000 году победила на чемпионате США в многоборье, на чемпионатах мира высоких мест не занимала. В сезоне 2000/01 впервые заняла 2-е место на дистанции 1500 м на этапе Кубка мира, а на чемпионате мира в Солт-Лейк-Сити на отдельных дистанциях поднялась на 5-е место на дистанции 1500 м.
В декабре 2001 года Дженнифер прошла квалификацию на олимпийские игры 2002 года. На домашней Олимпиаде в Солт-Лейк-Сити в 2002 году она завоевала две бронзовые медали, на дистанциях 1000 и 1500 м, а на дистанции 3000 м стала 7-й. Следом на чемпионате мира в Херенвене поднялась на 4-е место в многоборье.
В 2003 году Дженнифер была 5-й на двух чемпионатах мира в спринте и классике, а на чемпионате мира на отдельных дистанциях в Берлине выиграла серебряную медаль в забеге на 1000 м и бронзовую на 1500 м. Через год вновь выиграла "бронзу" в многоборье, на этот раз на спринтерском чемпионате мира в Нагано, а на классическом чемпионате мира в Хамаре заняла 4-е место.
В том же году на чемпионате мира на отдельных дистанциях в Сеуле завоевала "бронзу" на дистанции 1500 м и заняла 4-е место в забеге на 1000 м. Она выиграла впервые Кубок мира на дистанции 1000 м в общем зачёте. В 2005 году Дженнифер победила на чемпионате США в спринте и на чемпионате мира в спринтерском многоборье в Солт-Лейк-Сити и заняла 3-е место в забеге на 1500 м на дистанционном чемпионате мира в Инцелле.
На зимних Олимпийских играх 2006 года в Турине лучшим результатом стало 5-е место в командной гонке, на дистанции 500 м стала 11-й, на 1000 м - 10-й и на 1500 м - 8-й. После Турина объявила о прекращении карьеры, но в 2008 году вновь стала бегать и переехала в Парк-Сити штат Юта, где тренируется круглый год сборная США. Она стала 3-й в 2009 году на чемпионате США в спринте и заняла 17-е место на чемпионате мира в спринтерском многоборье в Москве.
В январе 2010 года на чемпионате США на отдельных дистанциях заняла 2-е место в забеге на 3000 м, а до этого прошла квалификацию на олимпиаду. На зимних Олимпийских играх 2010 года в Ванкувере лучшим результатом стало 4-е место в командной гонке, в забеге на 500 м заняла 21-е место, на 1000 м - 7-е, на 1500 м - 18-е место.

## Личная жизнь
Дженнифер Родригес с 2002 по 2008 годы была замужем за американским роликобежцем и конькобежцем Кей Си Бутьеттом, с которым была знакома с 1990 года. Они вместе владели магазином велосипедов. В 2008 году она развелась, а в июне 2009 года у неё умерла мама от рака молочной железы после 16-летней борьбы. Её отец вместе с сестрой эмигрировал с Кубы в начале 1960-х годов. С её мамой он познакомился, когда они были студентами Университета Флориды. В 2011 году Родригес была включена в Спортивный зал чемпионов American Airlines Arena. Она окончила Университет Майами и работала в оздоровительном центре Герберта.